# Steen Christensen
Steen Bach Christensen (ur. 1 listopada 1941 we Frederiksbergu) – duński żeglarz sportowy. Srebrny medalista olimpijski z Rzymu.
Zawody w 1960 były jego jedynymi igrzyskami olimpijskimi. Po medal sięgnął w klasie 5,5 m. Sternikiem był William Berntsen, załogę uzupełniał Søren Hancke.